# Gospodarstvo Burkine Faso
Burkina Faso je jedna od najsiromašnijih zemalja u svijetu, s prosječnim dohotkom po stanovniku od 250 € (300 USD). Više od 80% stanovništva oslanja se na poljoprivredu, a samo mali dio izravno je uključen u industriju i usluge. Vrlo promjenjiva količina oborina, siromašno tlo, nedostatak adekvatne komunikacije i druge infrastrukture, niska stopa pismenosti, te gospodarstvo koje stagnira su dugotrajni problemi ove kopnena zemlje. Vanjska trgovina je i dalje podložna oscilacijama zbog svjetskih cijena.
Zemlja ima visoku gustoću naseljenosti, malo prirodnih bogatstva, i slabo plodno tlo. Industrijom i dalje dominiraju neprofitabilne korporacije pod kontrolom vlade. Nakon devalvacije franka u siječnju 1994. godine Vlada svoj razvojni program provodi u suradnji s međunarodnim agencijama te je povećan izvoz i gospodarski rast. Održavanje makroekonomskog napretka ovisi o nastavaku niske inflacije, smanjenja trgovinskog deficita i reformi koje će potaknuti privatne investicije
Financijski sustav predstavlja 30% od BDP-a zemlje i dominira bankarski sektor, koji čini 90% ukupne imovine financijskog sustava. Jedanaest banke i pet nebankarskih financijskih institucija djeluju u zemlji. Bankarski sektor je vrlo koncentriran, tri najveće banke drže gotovo 60% ukupne imovine financijskog sektora.
Godine 2007., Svjetska banka procijenila je da 26% stanovništva Burkine Faso ima pristup financijskim uslugama. Središnja banka zapadnoafričkih država (BCEAO) objavila je da oko 41 mikrofinancijska institucije (MFI) djeluju u zemlji, služeći ukupno 800.000 građana. Burkina Faso je član regionalne burze Bourse Regional des Valeurs Mobilières (BRVM) koja se nalazi se u Abidjanu u Obali Bjelokosti. 

## Vanjske poveznice
- Zapadnoafričko poljoprivredno tržište/Observatoire du Marché Agricole  (RESIMAO)  Arhivirana inačica izvorne stranice od 4. travnja 2005. (Wayback Machine)
- Najnoviji podaci trgovine Burkine Faso na ITC Trade karti